# Rouvray-Saint-Denis
Rouvray-Saint-Denis è un comune delegato e frazione del comune di Neuville Saint Denis, situato nel dipartimento dell'Eure-et-Loir nella regione del Centro-Valle della Loira. In precedenza comune autonomo, il 1º gennaio 2025 è confluito insieme agli ex comuni di Barmainville e Neuvy-en-Beauce nel nuovo comune di Neuville Saint Denis.

## Società

### Evoluzione demografica
Abitanti censiti